# اصل و نسب اشرافی
اصل و نسب اشرافی (انگلیسی: Royal Blood) یک فیلم کمدی صامت کوتاه به کارگردانی ویلارد لوئیس است که در سال ۱۹۱۶ منتشر شد. از بازیگران این فیلم می‌توان به اولیور هاردی، برت تریسی، بیلی روژ و فلورنس مک‌لاکلین اشاره کرد.